# Kostel svatého Jakuba Většího Na Prusinách
Kostel svatého Jakuba Většího Na Prusinách je římskokatolický kostel. Stojí na návrší jihozápadně od obce Nebílovy obklopen hřbitovem a místní částí Prusíny. Od roku 1958 je chráněn jako kulturní památka. 

## Historie
Archeologické nálezy svědčí o tom, že návrší Na Prusinách, na němž je kostel vystavěn, bylo osídleno již ve střední době bronzové. Doloženo je zde rovněž raně středověké osídlení z 11. a 12. století. Tuto osadu připomíná právě pouze místo kostela a hřbitovu. Původní gotický kostel byl vystavěn ve 14. století, poprvé je zmiňován v roce 1355. 
Renesanční věž kostela, mohla být vystavěna v roce 1608, neboť vysoko ve fasádě věže je zazděna pískovcová renesanční deska s erbem pánů z Úlice a Plešnic z roku 1608. 
V roce 1722 byly původní gotická loď a presbytář kostela zbořeny a nahrazeny barokní novostavbou, při které byla změněna dispozice, a tak se se presbytář kostela nachází v západní části. Kostel nechala přestavět na základě závěti zemřelého majitele panství Nebílovy a Žinkovy, hraběte Adama Jindřicha ze Steinau, jeho dcera Marie Terezie. Hrob hraběte, krytý mramorovou náhrobní deskou s erbem, se nachází v kostele. Barokní stavba, na které se zřejmě podílel architekt František Maxmilián Kaňka, byla dokončena kolem roku 1750. V 18. století byla kolem kostela a hřbitova vystavěna rovněž nová ohradní zeď s branami. 
Poslední stavební úpravy zahrnující nové krovy proběhly v závěru 20. století.

## Stavební podoba a vybavení kostela
Kostel je jednolodní stavba s presbytářem západní straně, k němuž ze západu přiléhá věž s cibulovou bání a ze severní i jižní strany dvě sakristie vystavěné na čtvercovém půdorysu. Loď kostela je ve střední části rozšířená a doplněná oválnou kaplí na svém severním obvodu. 
Vybavení kostela je barokní. Původní hlavní oltář pocházející z 1. čtvrtiny 18. století je doplněn kazatelnou po levé straně, dvěma bočním oltáři z 1. poloviny 18. století a kapličkou Panny Marie Lurdské. Na kůru se nachází barokní varhany.
Díky své poloze na návrší je kostel typickou, z daleka viditelnou, dominantou kraje.

## Galerie

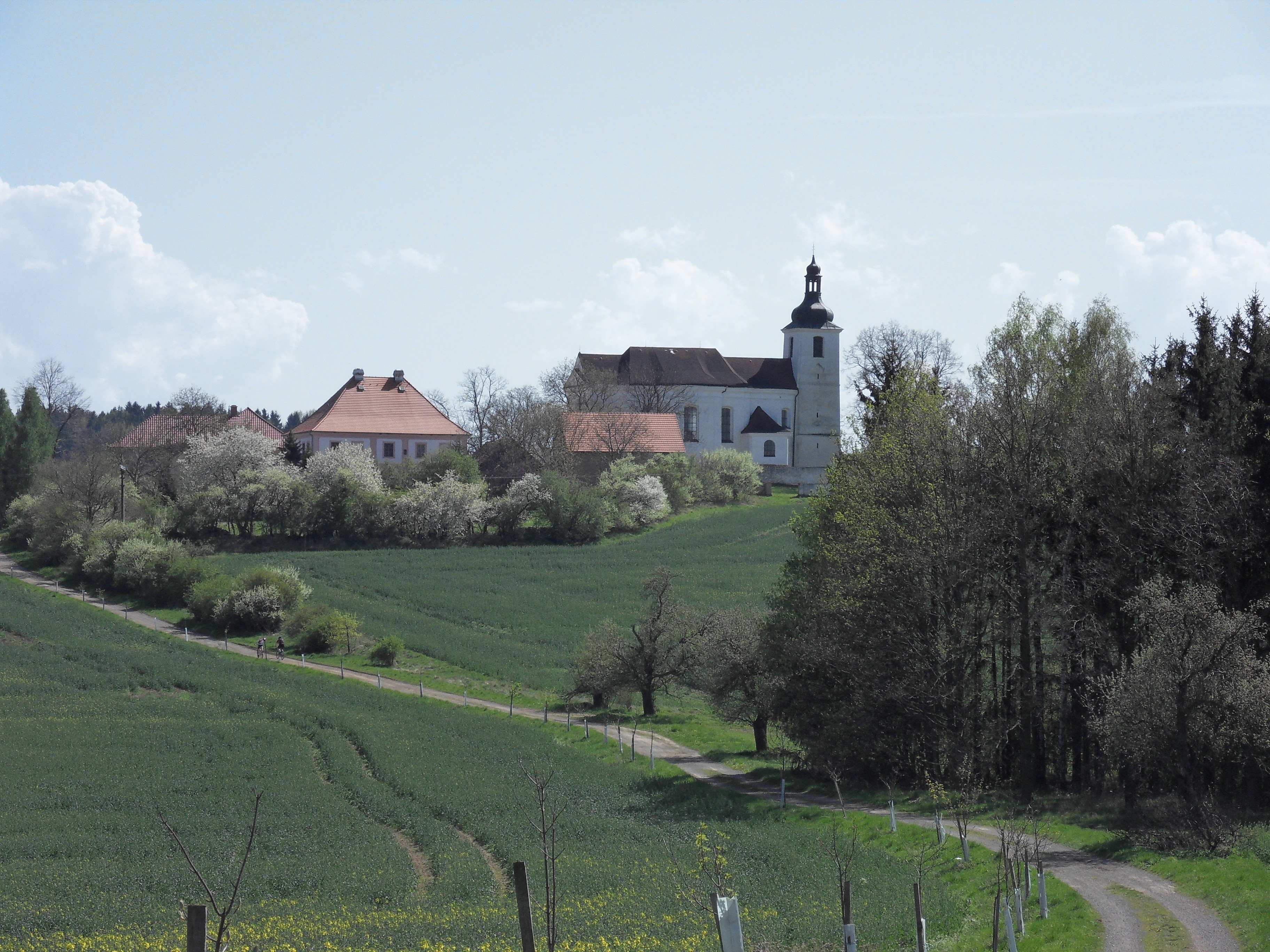
Celkový pohled na kostel od severu
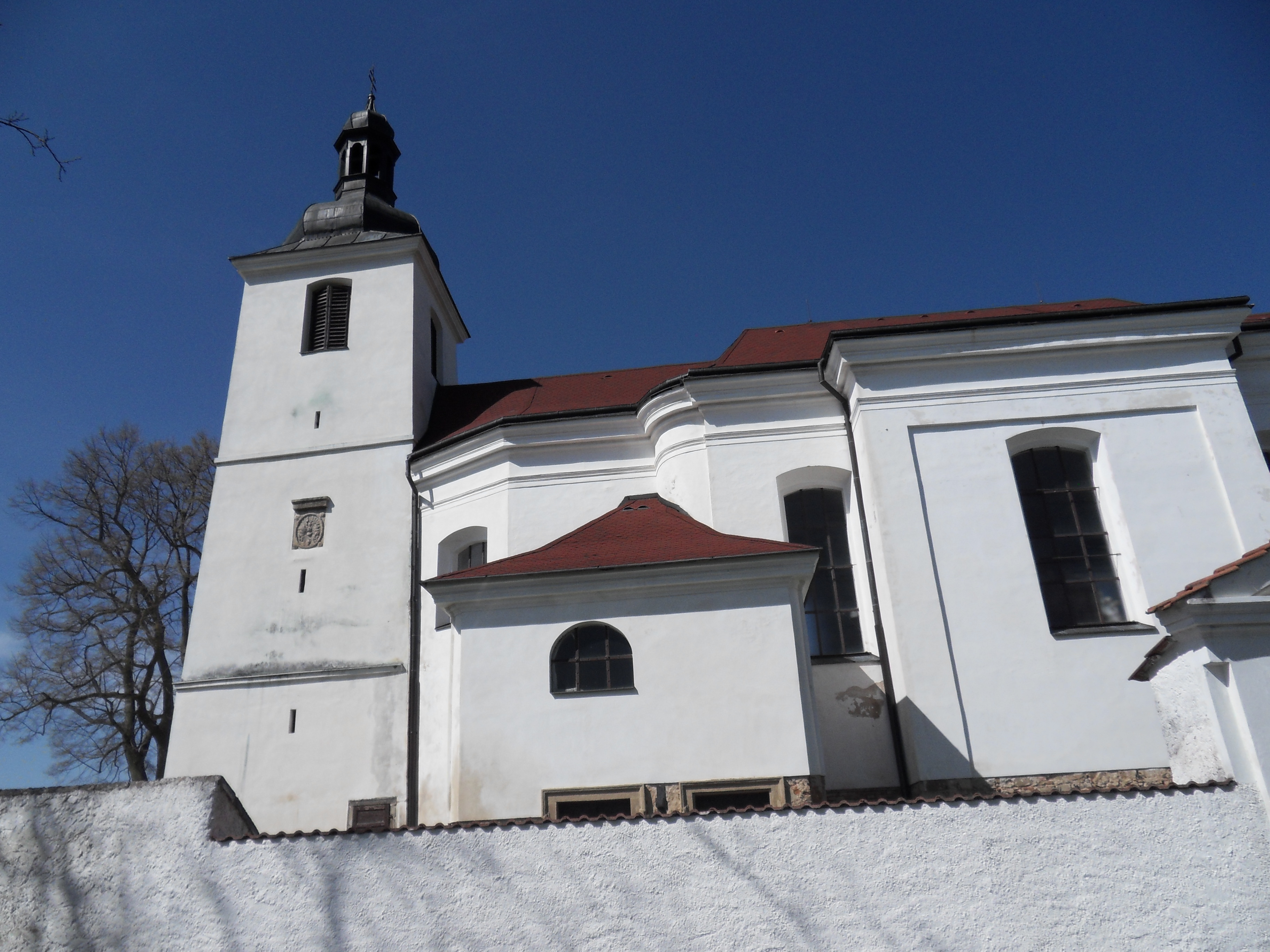
Pohled na kostel od jihu
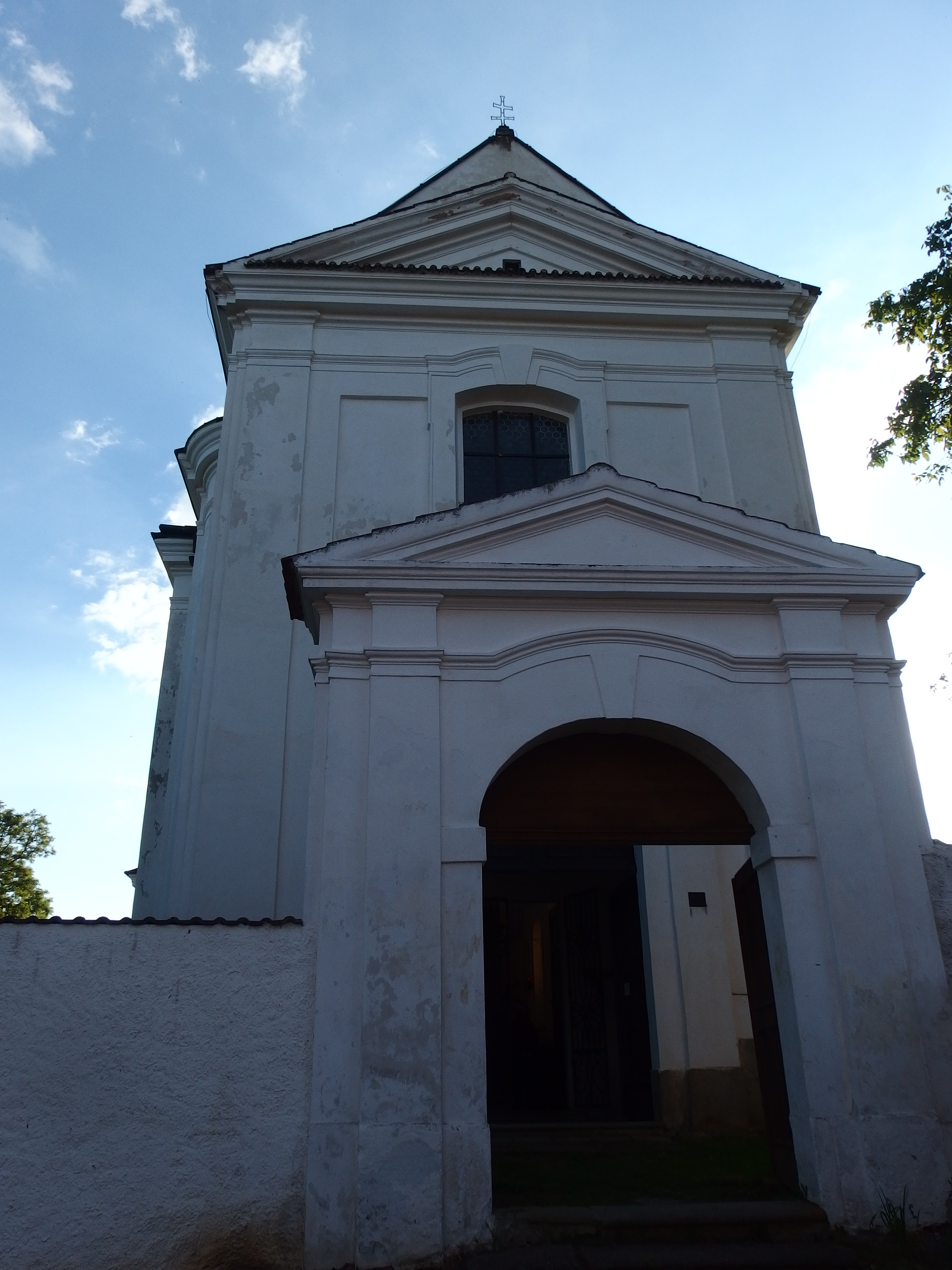
Pohled na kostel od východu
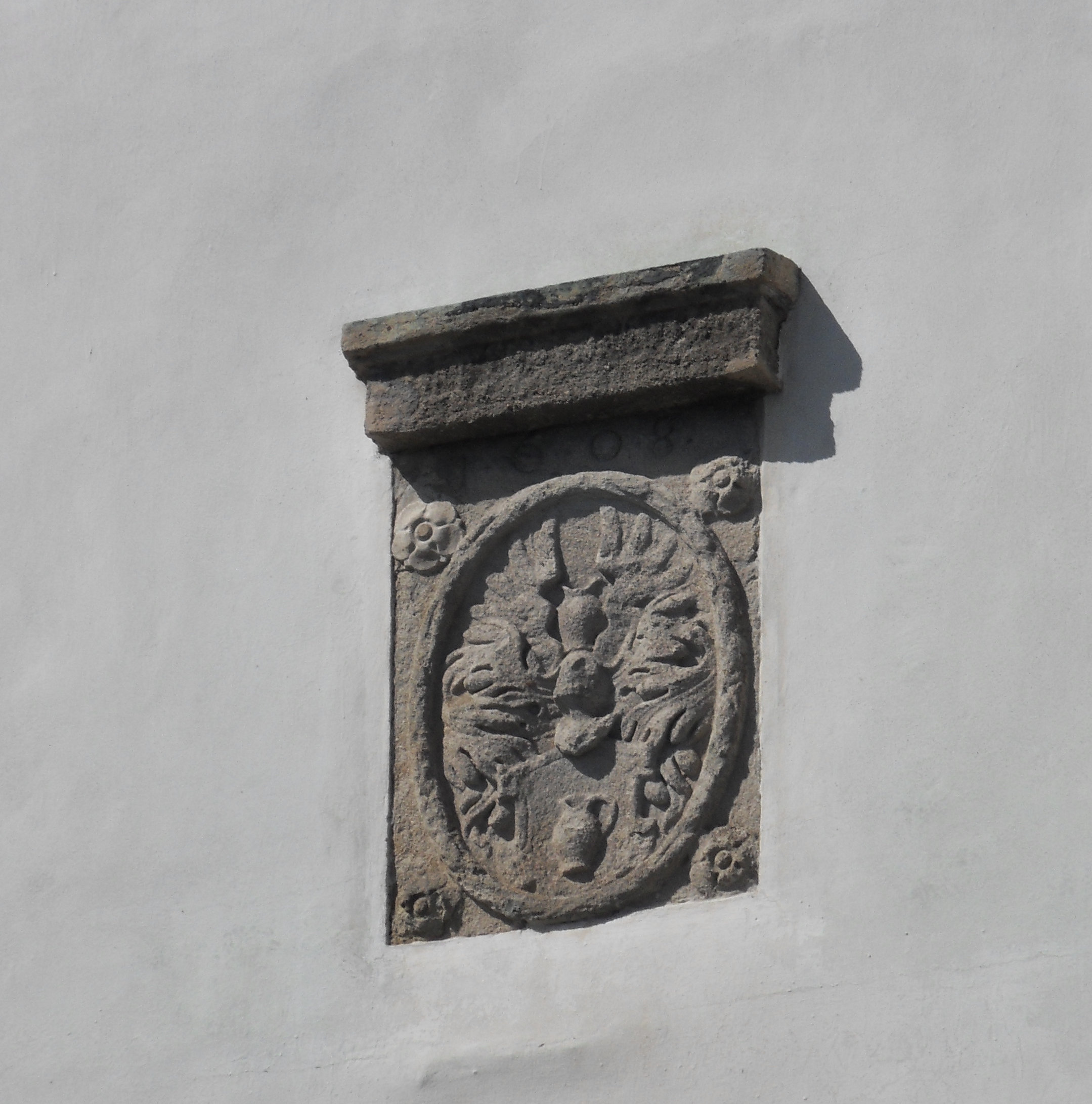
Deska s erbem pánů z Úlice a Plešnic z roku 1608
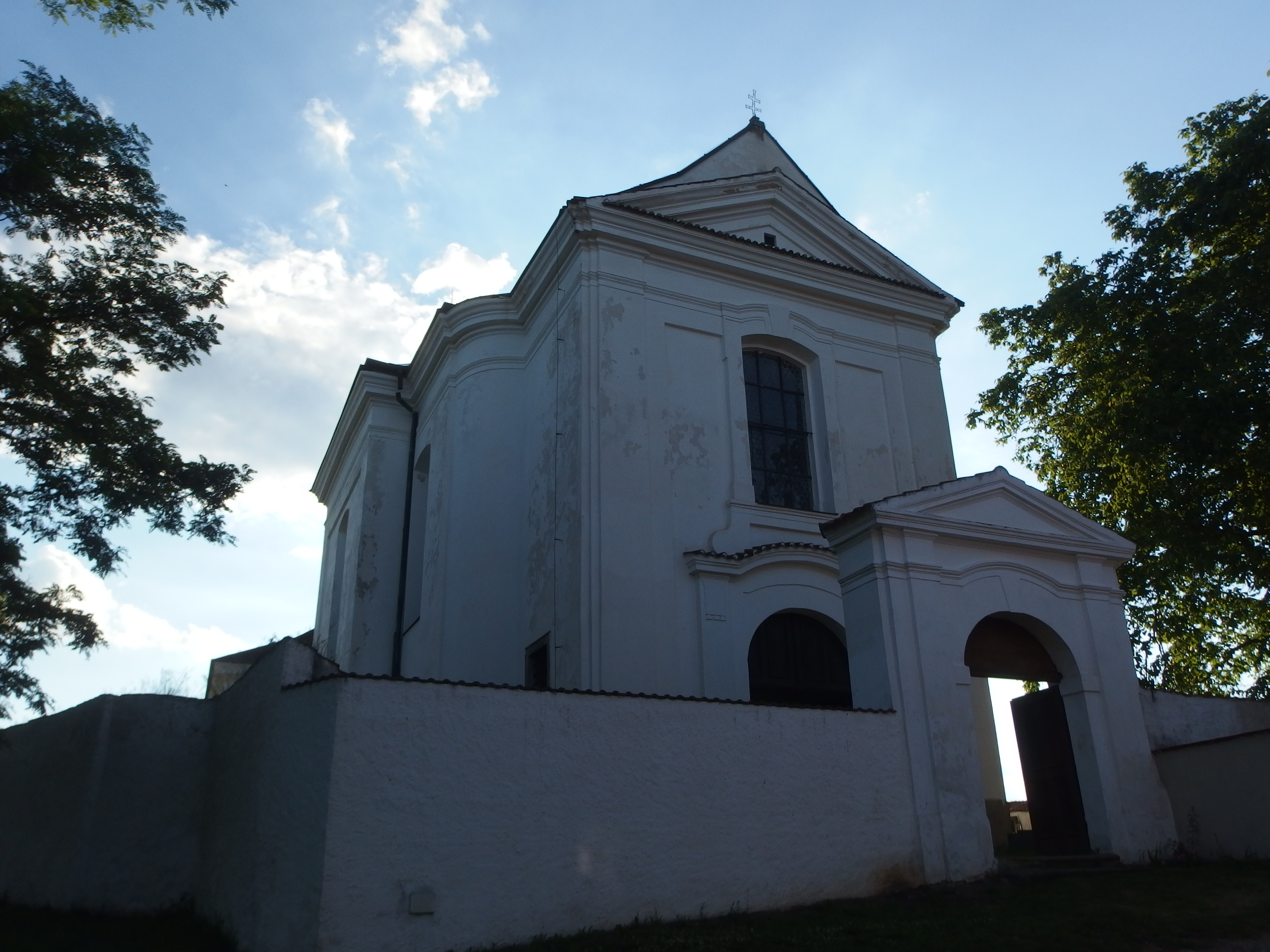
Barokní zeď s východní bránou
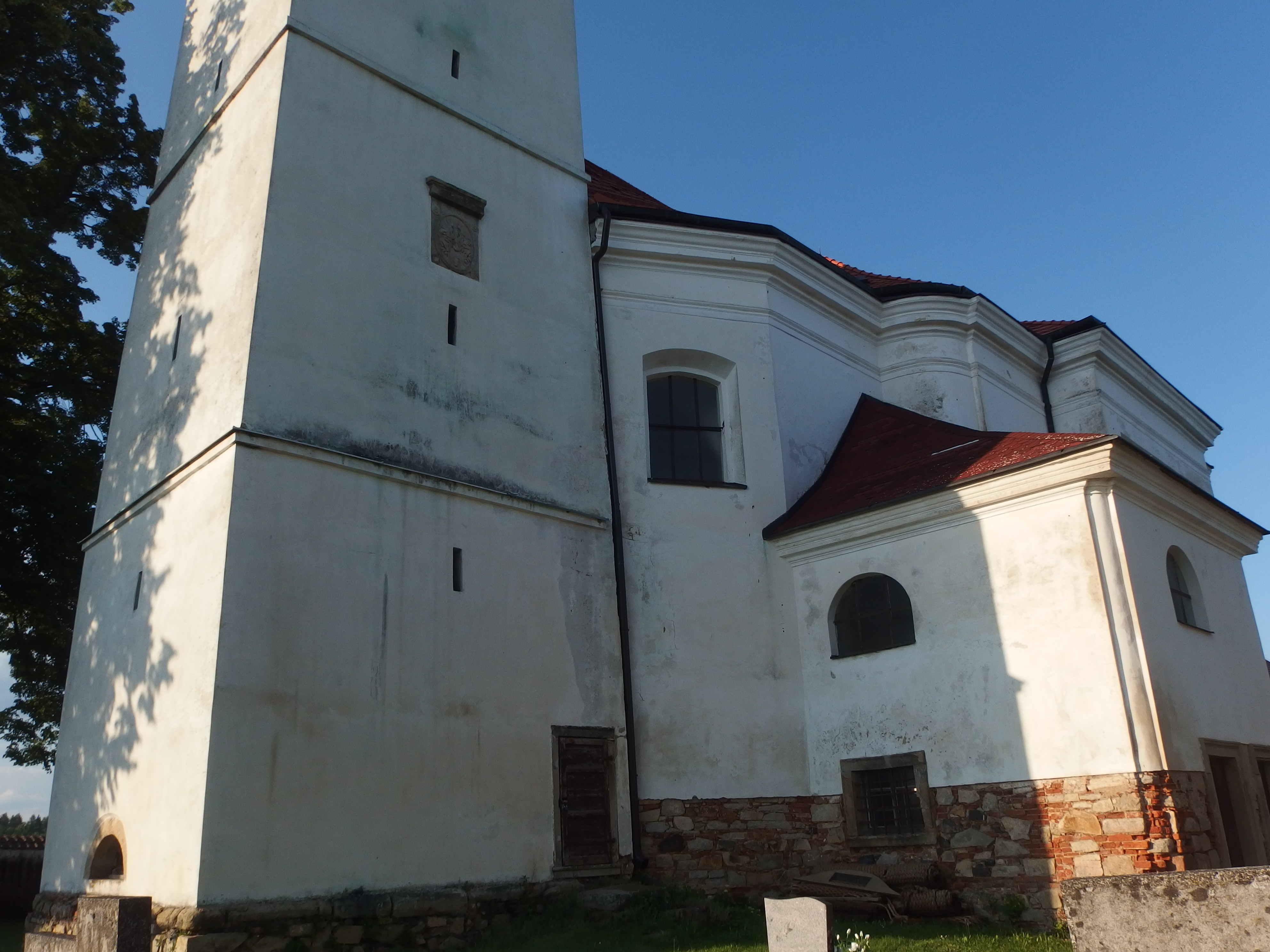
Sakristie na jižní straně